# Kostel Nanebevzetí Panny Marie (Osek, okres Jičín)
Kostel Nanebevzetí Panny Marie je římskokatolický filiální kostel v obci Osek, patřící do děkanství Sobotka. Je chráněn jako kulturní památka České republiky.

## Poloha
Kostel leží v centru obce při staré silnici, kterou před postavením silničního obchvatu Sobotky procházela hlavní silnice z Mladé Boleslavi do Jičína. Od centra Sobotky je obec vzdálena asi 1,5 km západně.

## Historie
Předchůdcem současného kostela byl dřevěný kostel ze 14. století. Podle kroniky byl vypálen a zničen roku 1430 za husitských válek. Jako dřevěný byl znovu vystavěn pánem na Kosti, Mikulášem Zajícem II. z Hazmburku. Za třicetileté války byl opět vypálen a hrozila jeho úplná zkáza. Opraven však byl roku 1640 a počátkem 18. století vystavěl nový zděný kostel Heřman Jakub Černín z Chudenic. Roku 1741 byl opraven a roku 1860 byly vsazeny do průčelí hodiny. Generální oprava proběhla roku 1981.

## Architektura
Kostel je obdélná stavba se štítovým průčelím. Presbytář je čtvercový a sakristie je umístěna na východní straně kostela. Interiér kostela je trojdílný, loď je vystavěna do centrálního osmistěnu. Loď i sakristie jsou sklenuty plackou.

## Interiér
Zařízení kostela je převážně raně barokní, hlavní oltář rokokový, rámový, s obrazem Nanebevzetí a hodnotnými sochami sv. Jáchyma a sv. Anny.

## Varhany
Varhany z roku 1837 jsou dílem Jana Františka Gottwalda.

## Okolí kostela
Kostel je obklopen hřbitovem, od ostatní zástavby je oddělen ohradní zdí. V jihozápadním rohu hřbitova stojí stupňovitá dřevěná zvonice.
Původní dřevěná gotická zvonice se nedochovala, v roce 1655 byla nahrazena dřevěnou šestibokou stavbou s otevřeným zvonovým patrem a vzpěradlovou konstrukcí, při níž je trám nesoucí zvon vzepřen šikmo vzhůru ukloněnými trámovými vzpěrami. Zvonice je zakončena vysokým šindelovým stanem a byla opravena v roce 1760, dále v devadesátých letech 20. století a naposledy celková obnova šindelového střešního pláště proběhla v letech 2022 - 2023 za přispění Ministerstva kultury, Královéhradeckého kraje a Obce Osek. Nachází se v jihozápadním rohu hřbitova.

## Bohoslužby
Pravidelné bohoslužby se v kostele nekonají.

## Galerie

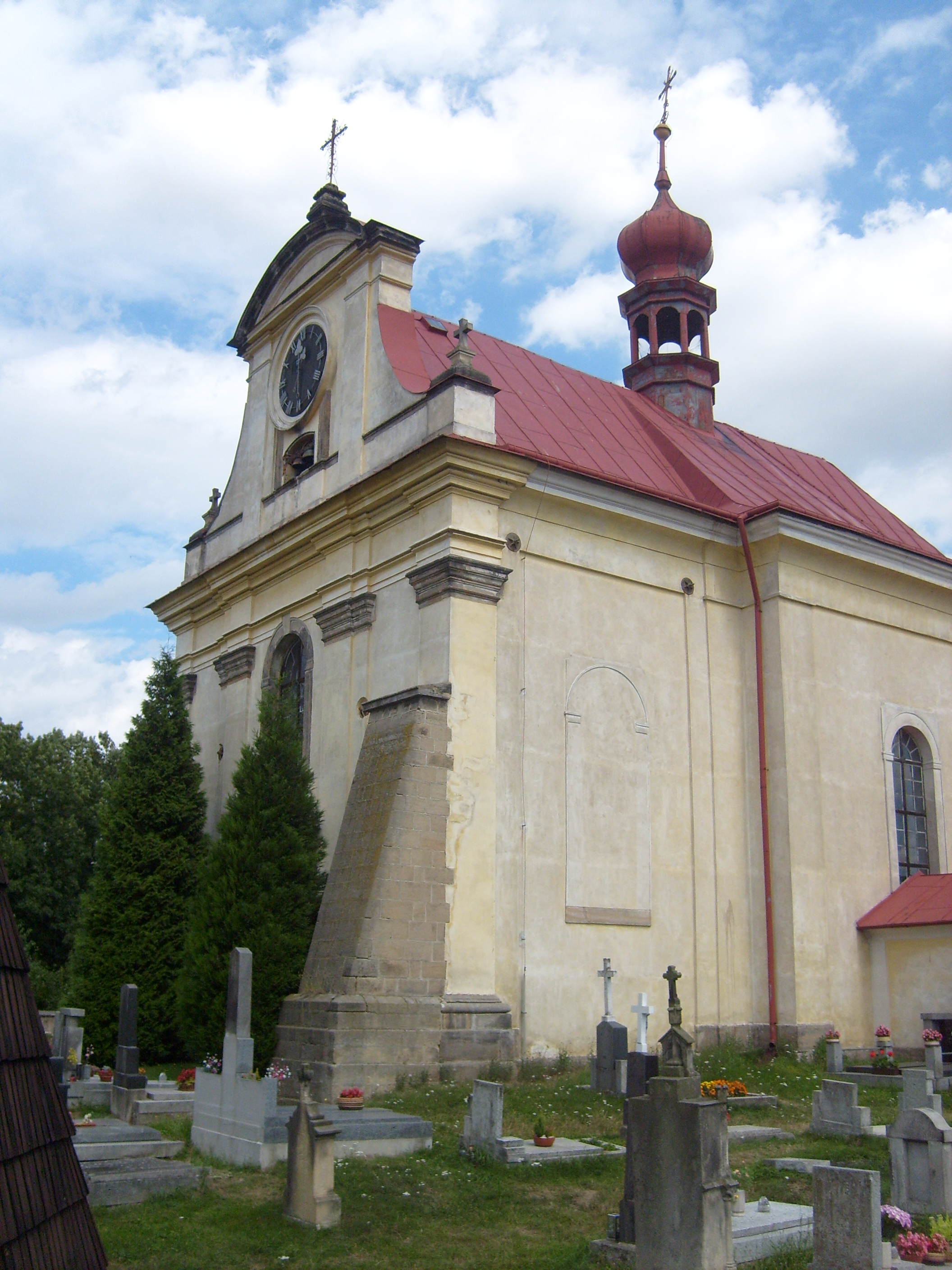
Kostel
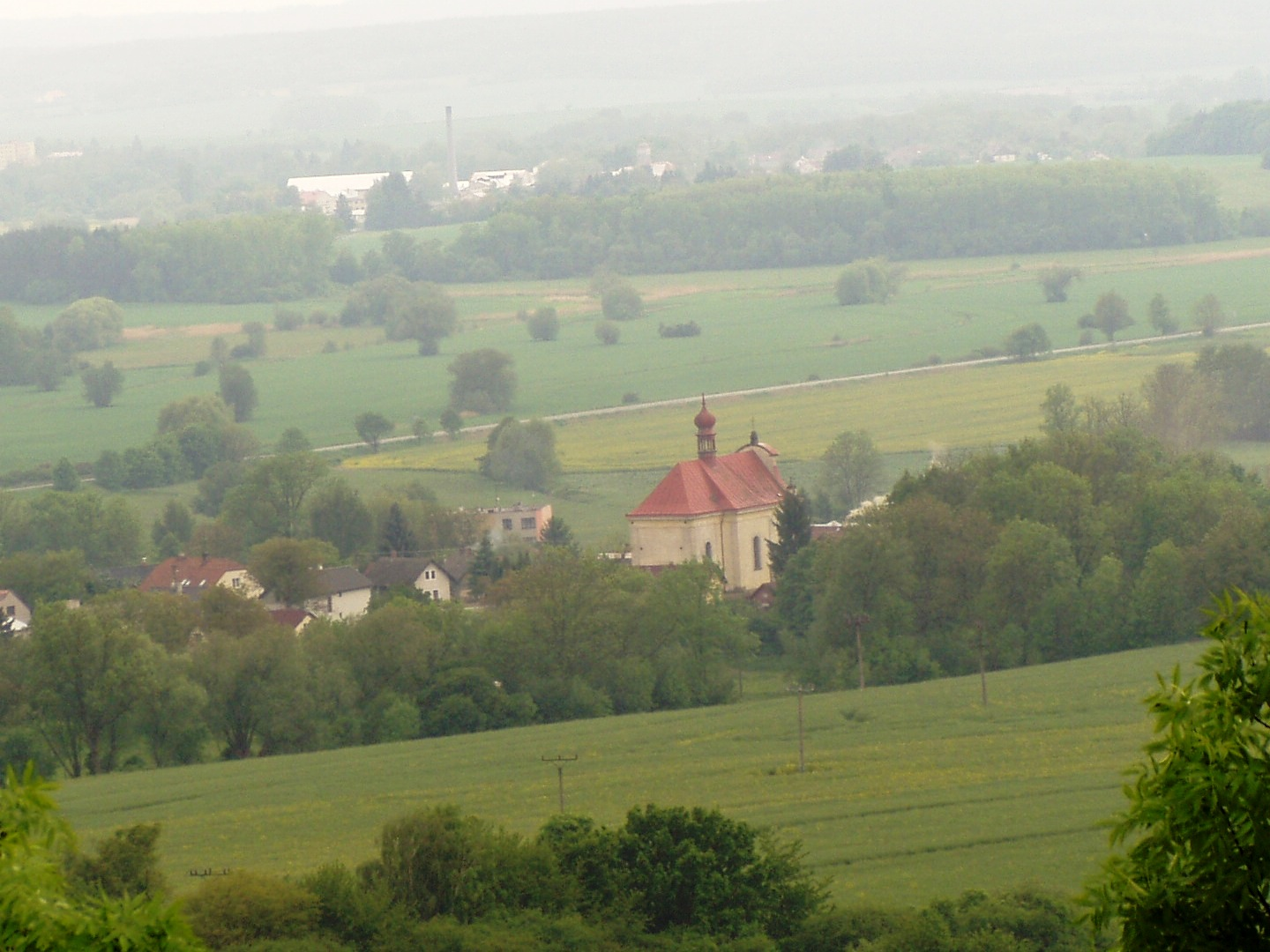
Kostel z hradu Humprecht
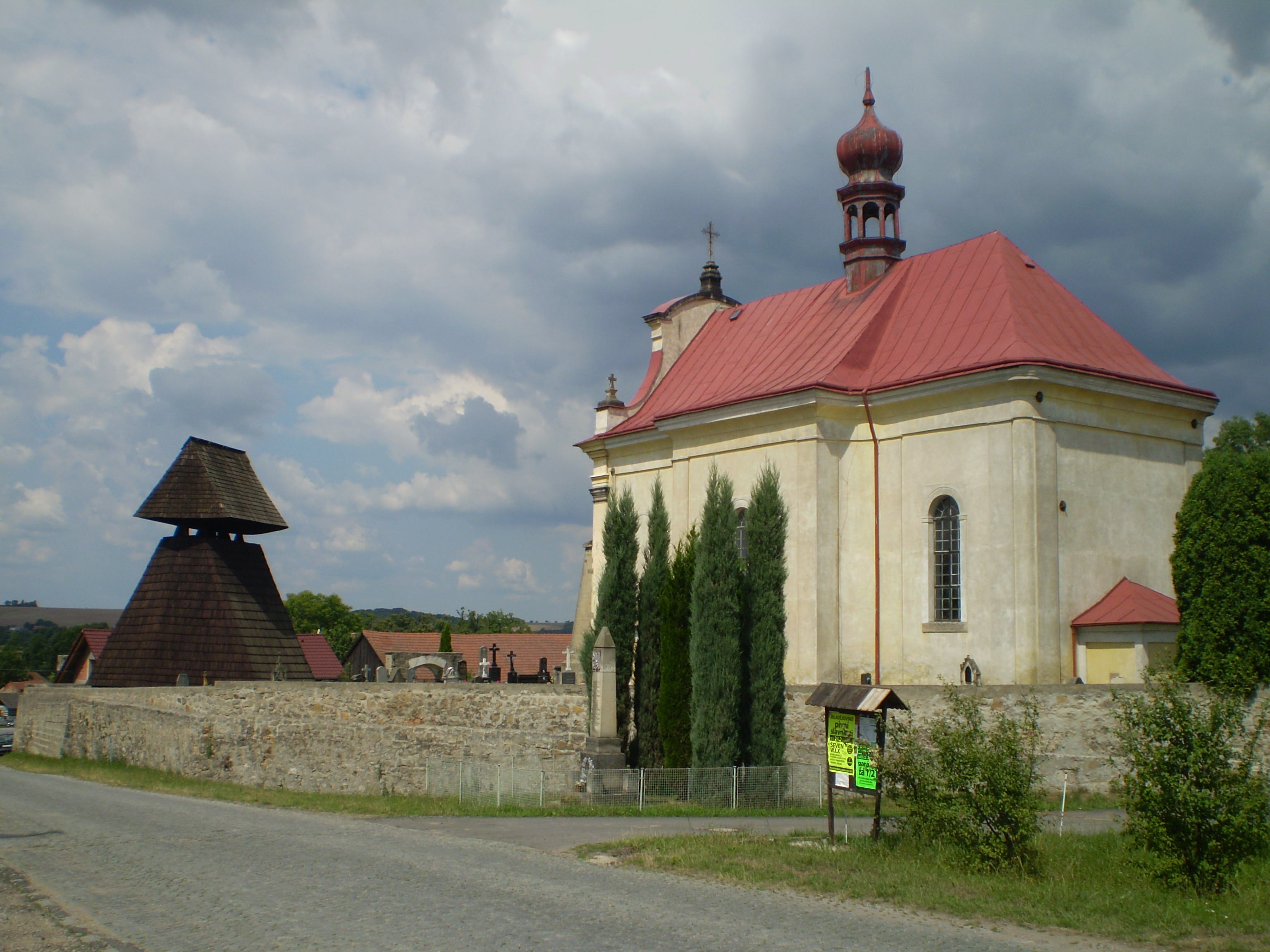
Kostel a zvonice
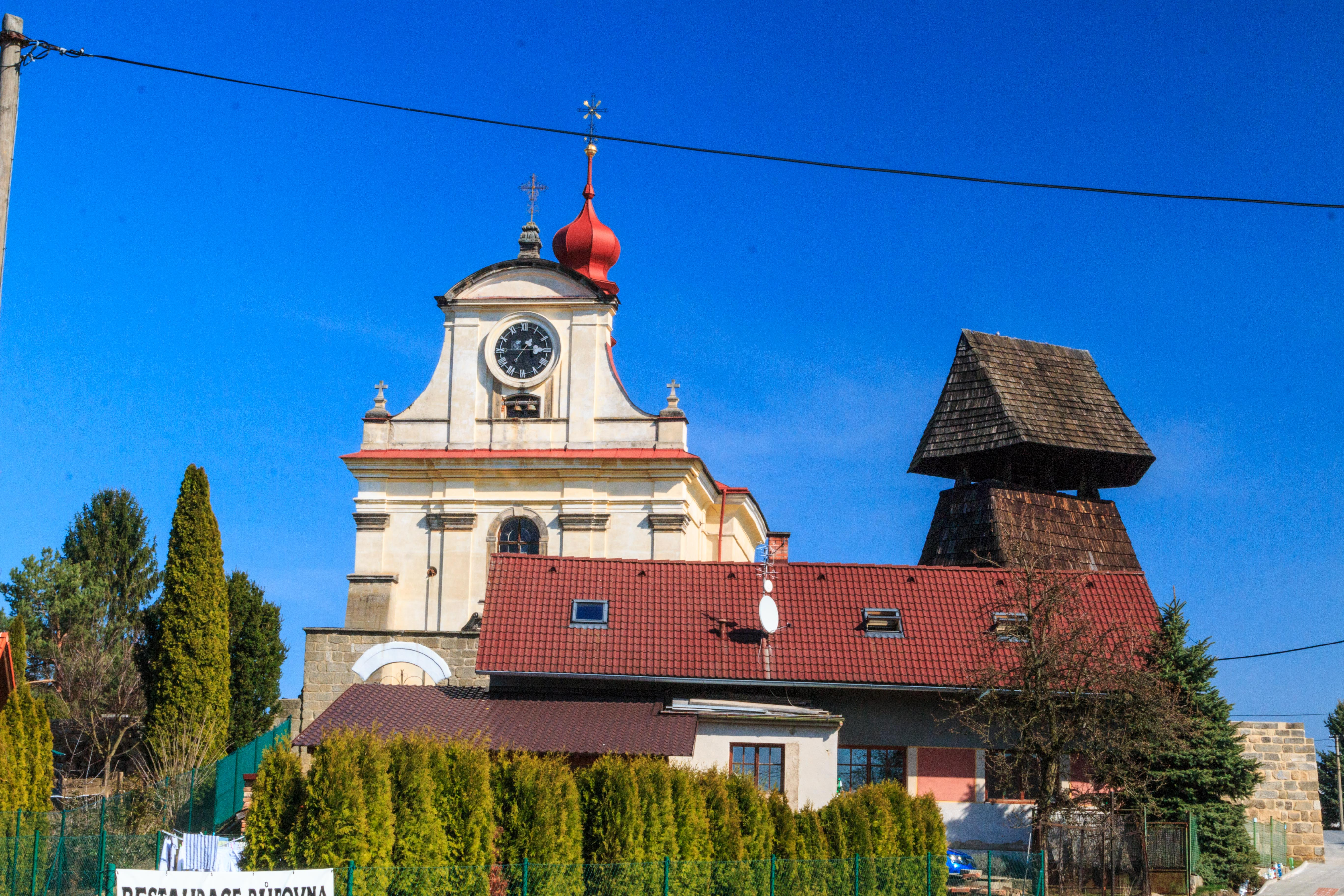
Kostel Nanebevzetí Panny Marie (Osek)
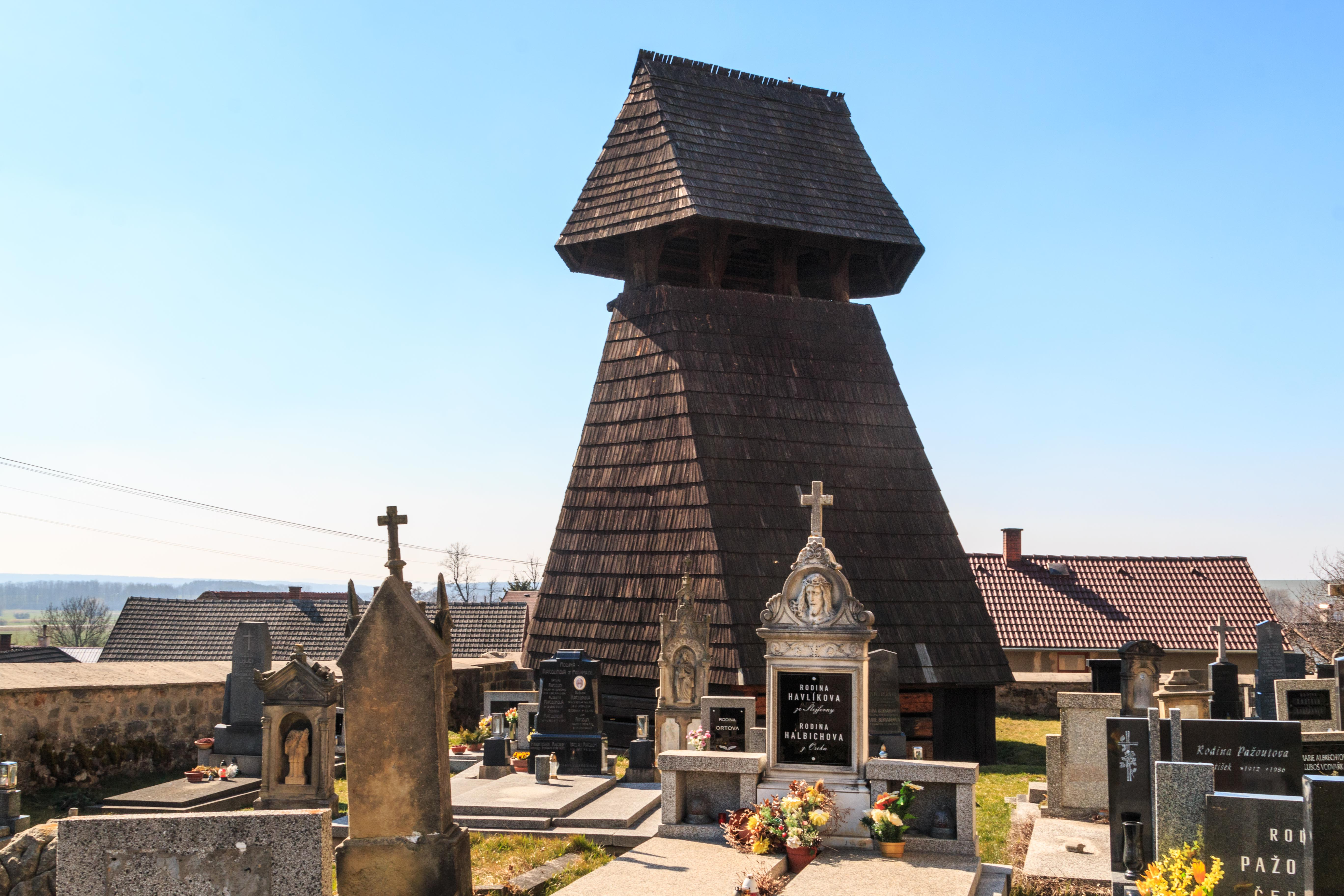
Zvonice u Kostela Nanebevzetí Panny Marie (Osek)